# Capparidastrum pachaca
Capparidastrum pachaca är en kaprisväxtart. Capparidastrum pachaca ingår i släktet Capparidastrum och familjen kaprisväxter.

## Underarter
Arten delas in i följande underarter:
- C. p. oxysepalum
- C. p. pachaca